# Гераците (филм, 1958)
 Тази статия е за българския филм Гераците.  За повестта от Елин Пелин „Гераците“ вижте Гераците.  
 Тази статия е за филма от 1958 г..  За филма от 2008 г. вижте Гераците (2008).  
„Гераците“ е български игрален филм от 1958 година на режисьора Антон Маринович, по сценарий на Христо Сантов. Филмът е адаптация на едноименната повест на Елин Пелин, публикувана през 1911 г.

## Създаване и промени
Филмът принадлежи на движение от 50-те години на ХХ век, когато българското кино екранизира класически произведения на българската литература: Земя и Сиромашка радост (също по Елин Пелин), Под игото и Една българка (по Иван Вазов), Големанов (по Ст. Л. Костов ) и др.
В подготовка за снимките Антон Маринович и архитектът Мони Аладжемов обикалят Елена и околията и се спират на къща в квартал Долни Болерци за основно място на снимки - къщата на Гераците. Голяма част от останалите снимки се извършват с избраното тогава за филмово село Пещерна, Тетевенския предбалкан. Снимките започват през 1957 г. Ролите в масовите сцени и на безименните персонажи се изпълняват от местни жители.
Филмът, макар да е близък до повестта, пропуска значими моменти от сюжета. Съвременни критици забелязват моменти от повестта, които са премахнати от сюжета на филма: пиянството на Божаница, превеждането на Елка от града към селото, отсъствието на персонажа на Йовка.

## Сюжет
Внимание:  Текстът по-долу разкрива сюжета на произведението (или части от него)!
Филмът започва с книгата Гераците и портрет на Елин Пелин над листове хартия. Глас зад кадър (гласът на автора) започва с авторско въведение и директен цитат от началото на повестта (Най-заможният човек в селото по онова време беше дядо Йордан Герака). В кадър се изреждат илюстрации на селото, къщата и просторния двор на Гераците и голямата къщна порта. След това въведение започва действието.
Чорбаджи Йордан Герака (Георги Стаматов), най-заможният в селото, разбужда семейството си и ратаите за жътва. Заедно с него и жена му, баба Марга (Мария Шопова), живеят семействата на синовете им Божан (Стефан Пейчев) и Петър (Иван Тонев). При тях е и бременната Елка (Ангелина Сарова) — съпруга на третия им син Павел (Ганчо Ганчев), който е на свръхсрочна военна служба в града. На двора Йордан сяда до стария слуга у Гераците, дядо Матей Маргалака (Иван Димов), под многовековния бор, символ на семейството.
Баба Марга внезапно умира. За погребението на майка си Павел се връща в селото. Елка разкрива на Павел, че е забременяла, моли го да се уволни от военната служба. Павел отново заминава за града, като обещава, че ще се върне преди раждането на детето им.
Авторовият глас зад кадър обяснява, че години по-късно Павел още не се е върнал; след смъртта на баба Марга в семейството, неясно откъде, се пораждат крамоли, спорове и раздори. Божаница (Кунка Баева) и Петровица (Вяра Ковачева) не уважават вече свекър си. Озлобяват се и срещу Елка и синът ѝ, Захаринчо, която живеят между тях без мъж и баща. Отнякъде се поражда слух, че дядо Йордан е заровил някъде гърне с жълтици, като Божан се промъква в кръчмата на баща си и опитва да намери къде може да е скрито.
Павел се завръща отново на село, охладнял към Елка. Авторовият глас обяснява, че на Павел бързо му омръзва селото, че е дошъл не за да види родния дом, а за нещо друго. Скоро се разбира, че Павел е дошъл да иска 5 000 лева от баща си, уж за да отвори дюкян в града, но старият Герак му отказва, защото вече няма пари. Божан дочува разговора и бърза преди тях вкъщи. Елка го намира да тършува из кръчмата, където спи старият Герак. Петър и Павел се напиват в кръчмата. Павел се прибира и насилва Елка.
Гласът зад кадър обяснява, че след няколко дена дъжд, всички Гераци са затворени у дома; Павел получил писмо от града, което препрочита няколко пъти - втори глас зад кадър, женски, чете писмото от някоя Любица, която му иска да се връща по-скоро с пари. Старият Герак излиза от кръчмата и обвинява синовете си в кражба - някой е откраднал спестени 500 жълтици. Павел отново напуска селото.
От авторовия глас научаваме, че след кражбата Герака поделил имота си между тримата си синове, Елка е заразена от Павел със срамна, нечиста болест, а Петър се е пропил съвсем. Петър спира да се грижи за дома и нивата, Елка ляга болна. Петър опитва да я отведе при лекарите в града но тя отказва.
Вечерта се надига буря. Дядо Матей открива, че Елка е излязла в бурята. Тича след нея до воденицата, където Елка възнамерява да се хвърли и удави. Дядо Матей я спира, учи я да се надява на Бог и ѝ обещава да я отведе до Сеславския манастир да се помоли на Богородица за изцеление.
Гласът обяснява, че Елка не оздравяла (виждаме погребението ѝ), а дядо Йордан легнал болен. Петър отвежда Захаринчо в града. Божан отсича стария бор на двора. Дядо Матей посещава Герака с паница храна, вижда, че чорбаджията е умрял, съвсем изстинал. Филмът завършва с Петър и Захарино по пътя към града и глас зад кадър, който казва, че така завършва разказът за Гераците, а бъдещето ще покаже кой ще напише неговото продължение.

## Екип

### Актьорски
- дядо Йордан Герака – н.а. Георги Стаматов
- дядо Матей Маргалака – н.а. Иван Димов
- баба Марга – Мария Шопова (като М. Шопова)
- Божан – Стефан Пейчев (като Ст. Пейчев)
- Петър – Иван Тонев (като Ив. Тонев)
- Павел – Ганчо Ганчев (като Г. Ганчев)
- Елка – Ангелина Сарова (като Анг. Сарова)
- Божаница – Кунка Баева (като К. Баева)
- Петровица – Вяра Ковачева (като В. Ковачева)
- Захаринчо – Цветолюб Раковски (като Л. Раковски)
- Ило – Иван Братанов (като Ив. Братанов)
- кметът Иван – Стефан Петров (като Ст. Петров)
- Нако – Никола Дадов (не е посочен в надписите на филма)

и др.

### Творчески и технически
- сценарист – Христо Сантов
- режисьор – Антон Маринович
- оператор – Трендафил Захариев
- художник – Найден Петков
- музика – Константин Илиев
- архитект – Мони Аладжемов
- монтаж – Ана Манолова
- костюми – Невяна Балтова
- грим – Ценко Бояджиев
- асистент-режисьори – Продан Ортодоксиев (като Пр. Ортодоксиев)
Атанас Георгиев (като Ат. Георгиев)
Емилия Маринович (като Ем. Маринович)
Кирил Горанов (като К. Горанов)
- асистент-оператори – Димитър Велев (като Д. Велев)
Никола Червенков (като Н. Червенков)
Емил Вагенщайн (като Е. Вагенщайн)
- директор – Иван Байков
- музиката изпълнява – Софийският държавен симфоничен оркестър
- диригент – Константин Илиев
- звукозапис – Евгений Ганчев

## Премиера и критика
Филмът излиза на екран на 10 февруари 1958 г., като появата му е отбелязана в няколко големи български вестника. Непосредствено след премиерата си филмът е посрещнат положително от филмовата критика. Критици оправдават съкращенията и лаконичния разказ, като естествена последица на опита на режисьора и сценариста да предадат най-същественото, но също да запазят духа и пълнотата на разказа. Забелязват също, че пороците на героите (пиянството на Божаница, развращението на Павел в града, отсъствието на Божан от погребението на Елка) са нарочно смекчени.
Все пак, някои забелязват несъответствие между реалния бит на българина на село и представения във филма бит: в началото на филма, Йордан Герака буди семейството и ратаите си за жътва, но навън е вече светло, а по късите сенки на колата и сайванта личи, че слънцето е вече високо..

## Други адаптации

### театър
- Божан, Петър и Павел - постановка на Снежина Петрова, Драматичен театър Ловеч
- Гераците - постановка на Стефан Спасов, Драматичен театър „Сава Огнянов“, Русе
- Есента на Гераците - актьорски спектакъл, Драматично-куклен театър Константин Великнов, Пазарджик
- Ние, Гераците - постановка Снежна Петрова, Университетски театър, Нов български университет

### кино
- Гераците (2008) повторна адаптация на повестта, режисьор, сценаристи продуцент Максим Генчев. В ролите Максим Генчев (Йордан Герака), Симеон Алексиев (Матей Маргалака), Десислава Чутуркова (Елка) Райчо Василев (Божан) и др.

1. ↑  Янев 2003, с. 346.
2. ↑  Грозев 2015, с. 20, 95.
3. ↑  Георгиева, Симона. Спомени от соца: Заснемането на „Гераците“ //   06.02.2012. Посетен на 07.02.2020.
4. ↑  Натева, Мария (19.02.1958). Гераците. – Труд
5. ↑  Генчева 1988, с. 108.
6. ↑  Владимиров, С. (1958). Гераците. – Отечествен фронт (4194)
7. ↑  Натева, Мария (19.02.1958). Гераците. – Труд
8. ↑  Петрова, М. (12.02.1958). Гераците. – Земеделско знаме

### източници
- Янев, Симеон, Борисова, Биляна, Петров, Стоян. Атлас на българската литература 1878-1914.   Пловдив, Жанет, 2003.
- Генчева, Галина. Българските игрални филми. Анотирана илюстрована филмография. т.II, 1948-1970.   София, държ. изд. „Д-р Петър Берон“, 1988.
- Грозев, Александър. Киното в България, част II, 1956-1968.   София, Фабер, 2015. ISBN 978-619-00-0199-7.
- Утилов, Владимир (ред). История на световното кино, Т.II, 1945-2000.   София, изд. „Марин Дринов“. ISBN 978-954-322-292-6.
- Янакиев, Александър. Българско кино Енциклопедия А-Я.   София, Титра, 2000. ISBN 954-90486-2-4.

- „Гераците“ в сайта bgmovies.org
- „Гераците“ в сайта на Българската национална филмотека